# The Kids Are Coming
The Kids Are Coming è il primo EP della cantante australiana Tones and I, pubblicato il 30 agosto 2019 su etichetta discografica Bad Batch Records e distribuito dalla Sony Music.

## Tracce
Testi e musiche di Toni Watson.
1. The Kids Are Coming – 3:24
2. Dance Monkey – 3:29
3. Colourblind – 3:26
4. Johnny Run Away – 3:12
5. Jimmy – 3:43
6. Never Seen the Rain – 3:20

## Formazione
- Tones and I – voce, produzione (tracce 1 e 3)
- Konstantin Kersting – produzione, registrazione e missaggio (tracce 2, 4, 5 e 6)
- Randy Belculfine – registrazione e missaggio (traccia 1)
- Kenny Harmon – registrazione e missaggio (traccia 3)
- Andrei Eremin – mastering

## Classifiche

### Classifiche settimanali
| Classifica (2019) | Posizione massima |
| ----------------- | ----------------- |
| Australia         | 3                 |
| Austria           | 48                |
| Belgio (Fiandre)  | 46                |
| Belgio (Vallonia) | 95                |
| Canada            | 10                |
| Danimarca         | 8                 |
| Estonia           | 5                 |
| Finlandia         | 19                |
| Francia           | 31                |
| Irlanda           | 34                |
| Islanda           | 9                 |
| Italia            | 72                |
| Lettonia          | 9                 |
| Lituania          | 4                 |
| Norvegia          | 3                 |
| Nuova Zelanda     | 23                |
| Paesi Bassi       | 44                |
| Stati Uniti       | 30                |
| Svezia            | 15                |
| Svizzera          | 82                |

### Classifiche di fine anno
| Classifica (2019) | Posizione |
| ----------------- | --------- |
| Australia         | 21        |
| Francia           | 150       |
| Lettonia          | 75        |
| Norvegia          | 39        |
| Svezia            | 96        |
| Classifica (2020) | Posizione |
| Australia         | 39        |
| Canada            | 16        |
| Francia           | 88        |
| Repubblica Ceca   | 4         |
| Slovacchia        | 2         |
| Stati Uniti       | 92        |